# تموسیلین
تموسیلین(به انگلیسی: Temocillin) یک پنی سیلین مقاوم در برابر بتا-لاکتاماز است. این دارو در درجه اول برای درمان عفونت‌های ناشی از باکتری‌های گرم منفی مقاوم به دارو استفاده می‌شود. از نظر شیمیایی این دارو یک ۶-متوکسی پنی‌سیلین است و همچنین در دسته کربوکسی‌پنی‌سیلینها قرار می‌گیرد. 

## سنتز

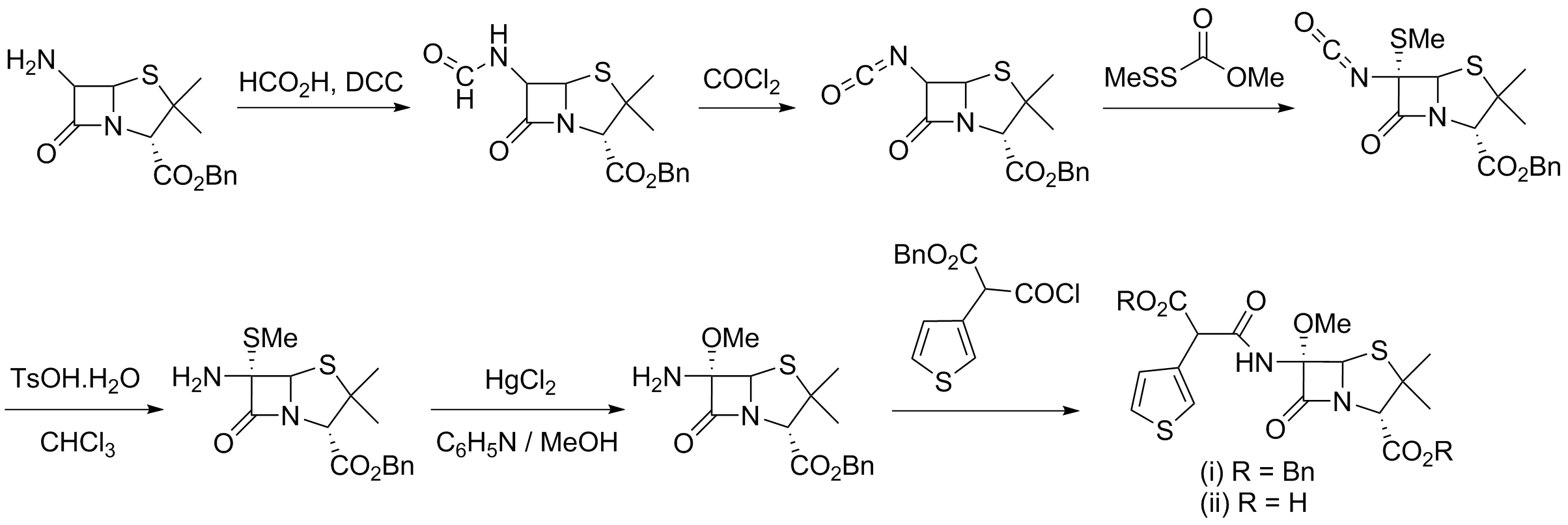
سنتز تموسیلین:

## برای مطالعهٔ بیشتر
- Livermore DM, Tulkens PM (February 2009). "Temocillin revived". Journal of Antimicrobial Chemotherapy. 63 (2): 243–5. doi:10.1093/jac/dkn511. PMID 19095679.